# L'uomo dalla cravatta di cuoio
L'uomo dalla cravatta di cuoio (Coogan's Bluff) è un film  del 1968 diretto da Don Siegel.

## Trama
Arizona: il vicesceriffo Coogan è mal sopportato dal suo superiore per i suoi metodi spicci, per il suo temperamento indisciplinato, l'attitudine ad agire da solo e per i maltrattamenti che è solito infliggere ai prigionieri sotto la sua custodia; per questi motivi gli viene comandata una missione "scomoda", ossia  recarsi a New York per l'estradizione di un detenuto che gli dovrà essere consegnato dal carcere e successivamente ricondotto in Arizona.
Appena arrivato in città si scontra immediatamente con il Tenente McElroy il quale gli comunica che il prigioniero Ringerman si trova in infermeria a seguito di un "viaggio" con l'LSD ed è necessario attendere il suo ritorno in prigione per permettere alla Corte Suprema di autorizzarne l'estradizione. La fretta ed i modi sbrigativi del Vicesceriffo urtano l'esperto Tenente che, evidentemente abituato alle burocrazie processuali, si rifiuta di aiutarlo e gli suggerisce di aspettare in un albergo la sua chiamata.
Coogan, dopo una notte passata in albergo, decide di agire secondo la sua indole e con uno stratagemma riesce a farsi consegnare il prigioniero ma questi, tramite la sua amica Linny Raven, presente al momento dell'arrivo di Coogan, riesce ad organizzare un agguato in cui il suo complice Pushie riesce a farlo fuggire colpendo Coogan alla testa e, prima di far perdere le sue tracce, a rubargli la pistola.
Dopo l'accaduto il vicesceriffo viene sollevato dall'incarico  ma, da quel momento, ne fa un fatto personale e comincia, con l'involontario aiuto di Julie, una psicologa del dipartimento che segue Linny in un programma di rieducazione, con cui intreccia una relazione, a seguire le tracce di Ringerman con pochissimi elementi a disposizione. Dapprima "brucia" un poliziotto in borghese andando a trovare a casa la madre del ricercato dove l'agente stazionava da giorni e poi, dopo avere trovato Linny ad una festa psichedelica, viene da lei accompagnato in un bar pensando di trovare Ringerman. In realtà è una trappola ed invece del fuggitivo trova Pushie e altri complici con cui ingaggia una selvaggia colluttazione, riuscendo a fuggire prima dell'arrivo della polizia.
Dopo questo evento Coogan ritrova Linny; la aggredisce e, con la forza, la costringe ad accompagnarlo nel vero nascondiglio di Ringerman che riesce ad allontanarsi a bordo di una motocicletta ma Coogan, dopo aver rubato una moto, lo insegue e riesce a catturarlo. Nel momento in cui il Tenente arriva per riportare il prigioniero in infermeria il vicesceriffo viene informato nuovamente della procedura che dovrà seguire per ottenere l'estradizione e stavolta  accetta senza replicare. Al momento della partenza per l'Arizona, offre gentilmente una sigaretta al prigioniero, lasciando intendere che l'avventura a New York ha cambiato il suo modo di agire e di affrontare le cose.